# تشارلز تي. هيلير
تشارلز تي. هيلير هو ضابط وسياسي أمريكي، ولد في 8 مايو 1800 في غرانبي في الولايات المتحدة، وتوفي في 3 مارس 1891 في هارتفورد في الولايات المتحدة. انتخب عضو مجلس ولاية كونيتيكت ‏.